# Jewgienij Łomtiew
Jewgienij Aleksandrowicz Łomtiew (ros. Евгений Александрович Ломтев, ur. 20 października 1961 w rejonie umiotskim obwodu tambowskiego) – rosyjski lekkoatleta startujący w barwach Związku Radzieckiego, sprinter.
Specjalizował się w biegu na 400 metrów. Zwyciężył w tej konkurencji na halowych mistrzostwach Europy w 1983 w Budapeszcie, wyprzedzając Ainsleya Bennetta z Wielkiej Brytanii i Ángela Herasa z Hiszpanii. Ustanowił wówczas halowy rekord ZSRR czasem 46,29 s. Zajął 3. miejsce w finale Pucharu Europy w 1983 w Londynie w sztafecie 4 × 400 metrów. Zdobył srebrny medal w tej konkurencji na uniwersjadzie w 1983 w Edmonton (sztafeta radziecka biegła w składzie:Łomtiew, Aleksandr Troszcziło, Siergiej Kucebo i Wiktor Markin).
Na zawodach „Przyjaźń-84” rozgrywanych w Moskwie dla lekkoatletów z państw bojkotujących igrzyska olimpijskie w 1984 w Los Angeles Łomtiew zwyciężył w sztafecie 4 × 400 metrów (w składzie: Siergiej Łowaczow, Łomtiew, Aleksandr Kuroczkin i Markin). Srebrny medal w tej konkurencji zdobył również na uniwersjadzie w 1985 w Kobe (sztafeta radziecka biegła w składzie: Tagir Ziemskow, Kucebo, Łomtiew i Władimir Prosin). Łomtiew wystąpił także w sztafecie 4 × 400 metrów na mistrzostwach świata w 1987 w Rzymie, ale zespół radziecki nie ukończył biegu finałowego.
Łomtiew był mistrzem Związku Radzieckiego w biegu na 400 metrów w 1990 oraz w sztafecie 4 × 400 metrów w 1983 i 1988, a w hali był mistrzem ZSRR w biegu na 400 metrów w 1983.
Jego rekord życiowy w biegu na 400 metrów wynosił 45,05 s (ustanowiony 22 czerwca 1984 w Kijowie).
Obecnie jest cenionym sędzią starterem lekkoatletycznym i bierze udział w zawodach weteranów.